# Большегривское
Большегри́вское — рабочий посёлок в Нововаршавском районе Омской области России.

## История
В 1958 году в степи были развёрнуты строительные работы станции Иртышское. Это стало отправной точкой истории посёлка.
в 1960 году была открыта средняя общеобразовательная школа.
В 1977 г. Указом президиума ВС РСФСР населенный пункт железнодорожной станции Иртышское переименован в село Большегривское.
Статус рабочего посёлка с 1984 года.

## Население
| 1989  | 2002  | 2009  | 2010  | 2011  | 2012  | 2013  |
| ----- | ----- | ----- | ----- | ----- | ----- | ----- |
| 4282  | ↘3809 | ↗3863 | ↘3637 | ↘3622 | ↘3606 | ↘3597 |
| 2014  | 2015  | 2016  | 2017  | 2018  | 2019  | 2020  |
| ↘3569 | ↘3519 | ↘3514 | ↘3465 | ↘3408 | ↘3406 | ↘3375 |
| 2021  | 2023  |       |       |       |       |       |
| ↘3044 | ↘3018 |       |       |       |       |       |

Гендерный состав
По данным Всероссийской переписи населения 2010 года в гендерной структуре населения из 3637 человек мужчин — 1727, женщин — 1910	(47,5 и 52,5 % соответственно)

## Инфраструктура
Станция, путевое хозяйство.

## Транспорт
Автомобильный и железнодорожный транспорт.